# Dario José dos Santos
Dario José dos Santos, genannt Dario oder auch Dadá Maravilha, (* 4. März 1946 in Rio de Janeiro) ist ein ehemaliger brasilianischer Fußballspieler.

## Leben
Nach Arthur Friedenreich mit 1329 Toren, Pelé mit 1284 Toren und Romário mit 1002 erzielten Toren, liegt Dario mit 926 geschossenen Toren an vierter Stelle der brasilianischen Torschützenliste. Bei der Weltmeisterschaft 1970 in Mexiko gehörte er unter Trainer Mário Zagallo zum Aufgebot der brasilianischen Nationalmannschaft, die ihren dritten Weltmeistertitel gewann. Er wurde aber nicht einmal eingesetzt. Diese Berufung soll der „technisch absolut unbrasilianische, aber immens populäre und insbesondere kopfballstarke Angreifer mit seinen viereckigen Füßen“ der ausdrücklichen Fürsprache des damaligen Militärdiktators Staatspräsident Emílio Médici gegenüber Zagallo verdankt haben. Die Nichtnominierung durch Zagallos Vorgänger João Saldanha soll auch einer der Gründe für dessen Entlassung gewesen sein.
Dario hat in seiner langjährigen Karriere insgesamt 21 nationale Titel, einschließlich WM-Titel erworben. Er spielte unter anderem bei folgenden Vereinen:
- Campo Grande (Jugendmannschaft): 1965–1967
- Campo Grande: 1967–1968 (22 Tore)
- Atlético Mineiro: 1968–1972 (124 Tore)
- Flamengo Rio de Janeiro: 1973–1974 (34 Tore)
- Atlético Mineiro: 1974
- Sport Recife: 1975 (94 Tore)
- Atlético Mineiro: 1979–1980 (64 Tore)

Der Spitzname Dadá Maravilha („Dadá, das Wunder“) entstand aufgrund seiner Vorliebe für Aphorismen, die der selbstbewusste dos Santos regelmäßig öffentlich deklamierte und in denen sehr häufig Gott und Dadá nebeneinander vorkamen, sowie der Tatsache, dass er „seinen Toren poetische Namen gab, sogar dann, wenn er sie gar nicht selbst erzielt hatte“.
Nach seiner Karriere arbeitete Dario als Sportkommentator bei verschiedenen brasilianischen TV-Sendern.

## Erfolge
Nationalmannschaft
- Weltmeister: 1970

Atlético Mineiro
- Campeonato Mineiro: 1970, 1978
- Brasilianischer Meister: 1971

Flamengo
- Taça Guanabara: 1973
- Campeonato Carioca: 1974

Sport Recife
- Campeonato Pernambucano: 1975

Internacional
- Campeonato Gaúcho: 1976
- Brasilianischer Meister: 1976

Bahia
- Campeonato Baiano: 1981

Goiás
- Campeonato Goiano: 1983

Nacional
- Campeonato Amazonense: 1984

Persönliche Auszeichnungen
- Brasilianischer Torschützenkönig: 1971, 1972 (gemeinsam mit Pedro Rocha), 1976
- Bola de Prata: 1976